# 小狗 (愛麗絲夢遊仙境)
小狗（英語：Puppy）是在英國作家路易斯·卡羅所著奇幻小說《愛麗絲夢遊仙境》中登場的虛構人物。

## 概述
在小說中，當愛麗絲吃下蛋糕縮小到一個尺寸後，她來到白兔的花園內，並發現了小狗。在變得很小的愛麗絲眼中，小狗顯得十分巨大，她甚至害怕被小狗吃掉。隨後愛麗絲跟小狗展開一場遊戲，還差點被對方踩到；最後，愛麗絲帶著一點遺憾離開了小狗

## 蒂姆·波頓的改編版本
在蒂姆·波頓執導的2010年電影《魔境夢遊》，小狗由提摩西·司伯配音，牠已長大成為獵犬貝亞（Bayard）。由於貝亞的妻子和小孩被紅皇后挾持，使牠被迫要為其做事；紅心武士傑克·史坦下令牠追捕愛麗絲，貝亞循著愛麗絲的氣味來到瘋帽客、三月兔和睡鼠的茶會上，瘋帽客將縮小後的愛麗絲藏在茶壺中，並私下叫貝亞將紅心武士引開。稍後，貝亞又找到了躲在帽子底下的愛麗絲，牠應愛麗絲的要求將她帶到紅皇后的城堡，愛麗絲打算去拯救已遭到紅皇后囚禁的瘋帽客；在這個任務以失敗告終後，貝亞為騎著巨熊怪逃跑的愛麗絲帶路，一同前往白皇后的城堡。
在該片的續集《魔境夢遊：時光怪客》中貝亞亦有登場，年輕時的貝亞由凱爾·赫伯特配音。